# 霍州观音庙
36°34′02″N 111°44′03″E / 36.56722°N 111.73417°E
霍州观音庙位于中国山西省霍州市开元街道赵家庄村，2006年被列为第六批全国重点文物保护单位。
观音庙始建于元代，明嘉靖年间大修。庙坐北朝南，占地2021平方米。现存山门、三圣殿、过街阁楼、观音堂、大雄宝殿等建筑，其中过街阁楼为元代建筑，余为明清所建。过街阁楼楼底为廊柱式过街通道，楼上重檐歇山顶。